# Psychoda inornata
Psychoda inornata är en tvåvingeart som beskrevs av Grimshaw 1901. Psychoda inornata ingår i släktet Psychoda och familjen fjärilsmyggor. Inga underarter finns listade i Catalogue of Life.